# Долина (Запорожская область)
Доли́на (укр. Долина) — село,
Долинский сельский совет,
Токмакский район,
Запорожская область,
Украина.
Код КОАТУУ — 2325280801. Население по переписи 2001 года составляло 305 человек.
Является административным центром Долинского сельского совета, в который, кроме того, входят сёла
Левадное,
Любимовка и
Рыбаловка.

## Географическое положение
Село Долина находится на левом берегу реки Молочная,
выше по течению на расстоянии в 1,5 км расположено село Левадное,
ниже по течению на расстоянии в 1,5 км расположено село Рыбаловка,
на противоположном берегу — село Благодатное.
Через село проходят автомобильная дорога Т-0401 и
железная дорога, станция Молочанск в 7-и км.

## История
- В окрестностях села раскопаны курганы с погребениями эпохи бронзы (II тысячелетие до н. э.), сарматскими (II в. до н. э. — II в. н. э.) и половецкими (X—XII вв. н. э.).
- 1804 год — дата основания как село Шенау.
- До 1871 года Шенау входило в Молочанский меннонитский округ Бердянского уезда.[2]
- В 1945 году переименовано в село Долина[3].

## Экономика
- «Им. Котовского», агрофирма, ООО.

## Объекты социальной сферы
- Школа I—II ст.
- Детский сад.
- Клуб.
- Фельдшерско-акушерский пункт.
- Парк

## Достопримечательности
- Братская могила 203 советских воинов.